# Aneta Kowalska
Aneta Kowalska (ur. 7 października 1982 w Warszawie) – polska łyżwiarka figurowa, startująca w parach sportowych. Uczestniczka mistrzostw świata juniorów oraz wicemistrzyni Polski (2002).
W 1998 roku Kowalska i jej partner sportowy Łukasz Różycki zostali pierwszą polską parą sportową, która stanęła na podium zawodów z cyklu Junior Grand Prix (JGP w Bułgarii).
W 2007 roku wzięła udział w pierwszej polskiej edycji programu Gwiazdy tańczą na lodzie. Jej partnerem był aktor Rafał Mroczek z którym zajęła drugie miejsce. W trakcie przygotowań do drugiej edycji, w której miała wystąpić z aktorem Robertem Moskwą, doznała kontuzji kolan która wykluczyła ją z dalszego udziału w programie. 

## Osiągnięcia

### Z Arturem Szeliskim
| Zawody                                | 00–01          | 01–02          |                |                |                |                |                |                |                |                |                |                |                |                |                |                |                |
| Międzynarodowe                        | Międzynarodowe | Międzynarodowe | Międzynarodowe | Międzynarodowe | Międzynarodowe | Międzynarodowe | Międzynarodowe | Międzynarodowe | Międzynarodowe | Międzynarodowe | Międzynarodowe | Międzynarodowe | Międzynarodowe | Międzynarodowe | Międzynarodowe | Międzynarodowe | Międzynarodowe |
| ------------------------------------- | -------------- | -------------- | -------------- | -------------- | -------------- | -------------- | -------------- | -------------- | -------------- | -------------- | -------------- | -------------- | -------------- | -------------- | -------------- | -------------- | -------------- |
| Golden Spin Zagrzeb                   |                | 8              |                |                |                |                |                |                |                |                |                |                |                |                |                |                |                |
| Międzynarodowe: Kategorie młodzieżowe |                |                |                |                |                |                |                |                |                |                |                |                |                |                |                |                |                |
| Mistrzostwa świata juniorów           | 17             |                |                |                |                |                |                |                |                |                |                |                |                |                |                |                |                |
| Krajowe                               |                |                |                |                |                |                |                |                |                |                |                |                |                |                |                |                |                |
| Mistrzostwa Polski                    |                | 2              |                |                |                |                |                |                |                |                |                |                |                |                |                |                |                |

### Z Łukaszem Różyckim
| Mistrzostwa świata juniorów |   | 16 | 17 |
| JGP w Bułgarii              |   | 3  |    |
| JGP na Słowacji             | 7 | 8  |    |
| JGP na Węgrzech             | 5 |    |    |